# Sillvik, Borgå stad
Sillvik är ett bosättningsområde i Svartså by i Borgå, Östra Nyland, Södra Finlands län.